# Lucia dos Santos
Lucia dos Santos (Aljustrel, Portugal, 22. ožujka 1907. – 13. veljače 2005.) - portugalska redovnica, karmelićanka, prema njenim riječima ukazala joj se Blažena Djevica Marija u Fatimi.
Rodila se kao sedmo najmlađe dijete u obitelji. Bila je omiljena i komunikativna. Lucia dos Santos i njezini rođaci Francisco i Jacinta Marto, tvrdili su, da su doživjeli ukazanja Blažene Djevice Marije nedaleko od mjesta Fatima, koja je Katolička Crkva službeno priznala. Lucia je tada imala 10 godina. Rekla je, da je razgovarala s Gospom, tijekom više ukazanja počevši od 13. svibnja 1917. Kod drugog ukazanja Lucija je zamolila Gospu, da je uzme na nebo zajedno s njezinim rođacima, Franciscom i Jacintom. Gospa je prema njenim riječima odgovorila: „Da, Jacintu i Francisca uskoro ću uzeti, ali ti ćeš ovdje ostati još neko vrijeme. Isus se želi tobom poslužiti, da me ljudi upoznaju i uzljube, želi da u svijetu ustanoviš pobožnost prema mom Prečistom Srcu.” Tako je i bilo. Lucia je otputovala iz rodnog mjesta Aljustrela, 17. lipnja 1921. te je primljena kao interna učenica Kolegija sestara sv. Doroteje u Vilaru. 
Sestri Luciji se 10. prosinca 1925., u njezinoj sobi u kući Sestra sv. Doroteje u Pontavedri, prema njenim riječima, ukazala Gospa s Djetetom Isusom uz bok na sjajnom oblaku. Pokazala joj je srce ovijeno trnjem, koje je držala u drugoj ruci. Gospa je rekla: „Gledaj kćeri moja, moje srce ovijeno trnjem, što ga nezahvalni ljudi u svakom trenutku u njega zabadaju svojim psovkama i nezahvalnostima. Barem ti me pokušaj utješiti i poruči svima onima koji se u pet prvih subota u mjesecu ispovijede, pričeste, izmole krunicu i 15 minuta ostanu sa mnom u razmišljanju o otajstvima krunice, a s nakanom da mi pruže zadovoljštinu, obećajem svoju prisutnost u času smrti i sve milosti, koje su im potrebne da spase dušu”.
Dana 24. listopada 1925., ušla je u Institut sv. Doroteje, dok je istovremeno, kao postulantica, primljena u samostan iste kongregacije u Tuyu u Španjolskoj blizu portugalske granice. 
Dijete Isus ponovno se ukazao sestri Luciji prema njenim tvrdnjama 15. veljače 1926., u Pontavedri, zapitavši je li već proširila pobožnost svojoj Presvetoj Majci. Lucija je izvijestila o poteškoćama. 
Novakinja postaje 2. listopada 1926. Dana, 17. prosinca 1927. Lucia je došla u blizinu svetohraništa u kapelici kuće Sestara sv. Doroteje u Tuyu, da bi zapitala Isusa, kako ispuniti nalog ispovjednika da stavi na papir određene milosti, koje je primila od Boga, kada su te milosti u vezi s tajnom, koju joj je povjerila Gospa. Jasnim glasom, Isus joj je dopustio da čuje: „Kćeri moja, napiši sve što se traži od tebe. Napiši i sve što ti je Gospa povjerila u ukazanju, u kojem je govorila o pobožnosti Presvetom Srcu Marijinu. Što se tiče ostatka tajne, nastavi šutjeti!”. Nakon tako primljene zapovijedi, Lucia je otkrila što se dogodilo pri lipanjskom ukazanju u Fatimi.
Dana 3. listopada 1928. polaže svoje privremene zavjete. Dana 13. lipnja 1929. sestra Lucia imala je prekrasnu viziju Presvetog Trojstva i Prečista Srca Marijina, tijekom koje joj je Gospa poručila da je došao trenutak, da Sveta Crkva sazna za njezinu želju za posvećenjem Rusije i njezino obećanje da će je obratiti. Preko svojih ispovjednika i biskupa Leirije, Lucia je našla način da s Gospinom molbom, iste godine bude upoznat papa Pio XI., koji ju je obećao razmotriti. On i pape nakon njega, djelomično su učinili što je tražila Gospa u Fatimi, stoga je Lucija sve do sredine 1989., smatrala da niti jedno od tih posvećenja nije valjano. Međutim, od tada je Lucia priznala valjanost posvećenja, koje je papa Ivan Pavao II. učinio 25. ožujka 1984. Danas stručnjaci dvoje, o tom stajalištu sestre Lucije.  
Godine 1934., položila je svečane zavjete. Uzela je redovničko ime sestra Maria dell Addolorata (Marija od Žalosne Gospe). Za vrijeme komunističke revolucije u Španjolskoj iz sigurnosnih razloga, prebačena je u Kolegij de Sardao u Vila Nova de Gaia, gdje je ostala jedno vrijeme. Godine 1941., kad joj je biskup Leirije zapovijedio da bilježi sve što bi moglo biti zanimljivo o životu bl. Jacinte za novo izdanje koje treba tiskati, vidjelica je dobivši dopuštenje neba, otkrila dva od tri dijela srpanjske tajne. 
Imala je priliku ponovno vidjeti mjesto ukazanja 20. svibnja 1946. Dvije godine kasnije, 25. ožujka 1948. napustila je Institut Sv. Doroteje, kako bi ušla u Karmel sv. Josipa u Coimbri pod imenom sestra Marija Lucija od Prečistog Srca. Iste je godine 3. svibnja, obukla odoru sv. Terezije te je 31. svibnja 1949. položila vječne zavjete kao bosonoga karmelićanka. Prešla je Karmel u Coimbri, jer je tražila mir. Velik broj ljudi joj je pisao pisma i posjećivao je dok je bila u Institutu sv. Doroteje, neki su bili drski i bezobrazni pa je tražila promjenu. U Karmelu u Coimbri, smjeli su joj prići samo oni koji su imali dopuštenje Svete Stolice. 
Godine 1973., isusovac Antonio Maria Martins objavio je „Sjećanja i pisma Irme Lucije”. Razna izvješća, koja je sastavila Lucia obično se nazivaju „Sjećanja I, II., III. i IV.” Prvo je iz 1935. i predstavlja zbirku sjećanja za biografiju bl. Jacinte. Drugo sjećanje je iz 1937., kada Lucia piše na vrlo sažet način o Gospinim ukazanjima i prvi put javno izvješćuje o Anđelovim ukazanjima. Do tada je šutjela zbog savjeta više svećenika. Treće sjećanje potječe iz 1941., kada je otkrila dva dijela fatimske tajne. Četvrti dio nastao je krajem 1941., kada je Lucija prvi put sustavno i redom napisala o ukazanjima te na kraj izvještava, da ništa od onoga što je zadržala u sjećanju nije namjerno izostavila, osim trećeg dijela tajne, za koji joj još nije naloženo, da ga otkrije. U lipnju 1943. sestra Lucia je oboljela od teške bolesti, koja je trajala mjesecima. Zbog toga je 3. siječnja 1944., na papir napisala treću fatimsku tajnu, koja je javno objavljena tek 2000. godine. 
Sestra Lucia dos Santos umrla je 13. veljače 2005. Pokrenut je postupak, da se proglasi blaženom i svetom. Proglašena je službenicom Božjom 2017. godine.